# Ludwig Schirmeyer
Ludwig Schirmeyer (* 19. November 1876 in Osnabrück; † 10. Oktober 1960 ebenda) war Gymnasialprofessor in Osnabrück und Heimathistoriker.

## Leben
Schirmeyer war Sohn eines Medizinalrates, bestand 1895 am Gymnasium Carolinum in Osnabrück, wo er einer Schülerverbindung angehörte, das Abitur. Danach studierte er die Fächer Deutsch, Geschichte und Geographie in Freiburg im Breisgau, Göttingen und Heidelberg. Er wurde in den dort jeweils ansässigen Korporationen des Kartellverbandes der katholischen Studentenvereine (KV) Brisgovia (Freiburg), Winfridia (Göttingen) und Palatia (Heidelberg) aktiv. 
Nach seiner Promotion zum Dr. phil. im Sommer 1899 bei Paul Fridolin Kehr in Göttingen über den spätkarolingischen Kaiser Lambert von Spoleto legte er im November 1900 sein Referendarexamen ab. Nach dem ersten Probejahr in Göttingen und dem zweiten Probejahr am Gymnasium Carolinum in Osnabrück war Schirmeyer für den Schuldienst befähigt. Er blieb als Pädagoge am Carolinum, wo er 1902 Wissenschaftlicher Hilfslehrer, 1903 Oberlehrer, 1914 Gymnasialprofessor und 1926 Oberstudienrat und Stellvertretender Direktor wurde. 
Zwar trat er 1938 auf eigenen Wunsch aus dem Schuldienst aus, doch erforderte der Beginn des Zweiten Weltkrieges, dass wehrfähige Lehrer eingezogen wurden. So stellte Schirmeyer sich bis zum Ende des Zweiten Weltkrieges als Lehrer zur Verfügung. 
Durch sein Elternhaus war Schirmeyer von Jugend auf in altosnabrücker Tradition aufgewachsen; diese setzte er im Rahmen seiner zahlreichen Vereins-Mitgliedschaften fort. Außer im KV, dessen Philisterzirkel in Osnabrück er mehrere Jahre leitete, war er im Historischen Verein zu Osnabrück (1912 Stellvertretender Vorsitzender, 1929 Vorsitzender), im Carolingerbund (einem Verein ehemaliger Schüler des Gymnasiums Carolinum, den er 1921 mitbegründete), im Dürerbund und im Verein für das Deutschtum im Ausland. Die Historische Kommission für Niedersachsen berief ihn im Gründungsjahr 1910 zum Mitglied. Mit seiner Mitgliedschaft im Stahlhelm zählte Schirmeyer zur politischen Rechten, jedoch nie zum radikalen Flügel. Dennoch stand er der nationalsozialistischen „Machtergreifung“ wohl positiv gegenüber. 1934 wurde der Stahlhelm in Osnabrück in die Sturmabteilung übergeführt, der auch Schirmeyer beitrat. Ohne in die Nationalsozialistische Deutsche Arbeiterpartei einzutreten, wurde er 1934 Ratsherr in Osnabrück. Gleich nach dem Zweiten Weltkrieg wurde er mit der Neubearbeitung seines Schulbuches für den Geschichtsunterricht beauftragt. In seinen Veröffentlichungen beschäftigte er sich mit der Geistesgeschichte des 18. und 19. Jahrhunderts; hier ist besonders auf seine Beiträge zur Justus-Möser-Forschung hinzuweisen. In Vereinsorganen und weiteren Schriften trug er dazu bei, die Erinnerung an bedeutende Persönlichkeiten der Region und an Episoden aus der Geschichte Osnabrücks wachzuhalten. Damit wirkte er weit über den Osnabrücker Raum hinaus.
Ein Leben lang blieb er mit dem Historiker Karl Brandi, dem Kunstmaler Franz Hecker und dem Schriftsteller Ludwig Bäte in Freundschaft verbunden.
Seine Grabstätte befindet sich auf dem Hasefriedhof seiner Heimatstadt Osnabrück.

## Auszeichnungen
Für sein Verdienst um das kulturelle Leben Osnabrücks in der Weimarer Zeit und in den Nachkriegsjahren erhielt Schirmeyer neben Ehrenmitgliedschaften und Ehrenvorstandsämtern in den Vereinen, in denen er wirkte, manche Auszeichnungen, darunter:
- 1944 Justus-Möser-Medaille
- 1953 Verdienstkreuz der Bundesrepublik Deutschland

## Schriften (Auswahl)
- Festspiel vom Kaiser Karl. Zur Elfhundertjahrfeier des Gymnasium Carolinum in Osnabrück (Osnabrück 1904).
- Georg Ludwig von Bar, „der beste französische Dichter Deutschlands“, ein Vorbild Wielands und Freund Mösers. In: Osnabrücker Mitteilungen 1907.
- Heinrich August Vezin. Ein Beitrag zur Kultur- und Geistesgeschichte Osnabrücks im 18. Jahrhundert. In: Osnabrücker Mitteilungen 1909.
- Justus Gruners Anteil an der deutschen Erhebung, in Osnabrücker Mitteilungen 1916 und 1917.
- Osnabrücker Sagenbuch (Osnabrück 1. Auflage 1920, 4. Auflage 1967).
- Das Osnabrücker Land. Ein geschichtlicher Durchblick (Osnabrück 1929).
- mit Albert Maier: Lehrbuch der Geschichte für höhere Schulen, Diesterweg, (1926 u. ö.).
- Das Möserbild nach neuen Briefen. In: Osnabrücker Mitteilungen 1939.
- Heinrich Westerfeld zum Gedächtnis (ebd., 1941).
- [Bearb. mit anderen:] Justus Möser, Sämtliche Werke IV–X (Hannover 1943ff.).
- Gedenkworte auf Karl Brandi, In: Osnabrücker Mitteilungen 1947.
- 100 Jahre Verein für Geschichte und Landeskunde von Osnabrück (ebd.).
- Osnabrück und Osnabrücker Land. Geschichtliche Durchblicke (1948);
- Justus Möser. In: Merian (Osnabrück 1951).
- Das Gymnasium Carolinum von der Gründung bis 1800. In: 1150 Jahre Gymnasium Carolinum Osnabrück (Osnabrück 1954).
- Zur Deutung der Urkunde vom 19. Dezember 804 (ebd.)
- Der berühmteste Lehrer des Carolinums (ebd.).